# Anton Hoch (Historiker)
Anton Hoch (* 1. Mai 1914 in Weiden in der Oberpfalz; † 13. April 1981 in München) war ein deutscher Archivar und Historiker.

## Leben
Hoch wuchs in Eger in der Tschechoslowakei auf und besuchte dort das humanistische Gymnasium. Nach dem Studium an den Universitäten München, Wien und Prag promovierte er 1939 an der Ludwig-Maximilians-Universität München bei Karl Alexander von Müller mit der Dissertation Der politische Umsturz 1918/19 im deutschen Westböhmen. Nach kurzzeitiger Tätigkeit beim Stadtarchiv in Eger leistete Hoch von Februar 1940 bis 1945 Kriegsdienst.
Von 1949 bis 1978 leitete Hoch das Archiv des Instituts für Zeitgeschichte in München. Besondere Bedeutung hatte die von ihm durchgeführte Erschließung der „Nürnberger Dokumente“. Diese waren nach Kriegsende von den Besatzungsbehörden als Beweismittel in den Nürnberger Prozessen beschlagnahmt worden. Später folgte die Erschließung weiterer deutscher Akten, die von den Alliierten zurückgegeben wurden.
Als Historiker erwarb sich Hoch Verdienste vor allem um die Aufklärung des Falles des Hitler-Attentäters Georg Elser. Hoch erbrachte 1969 in seinem Aufsatz Das Attentat auf Hitler im Münchner Bürgerbräukeller 1939 den Nachweis der Alleintäterschaft Elsers. Dies war insbesondere vor dem Hintergrund des 1964 von Lothar Gruchmann entdeckten Gestapo-Protokolls möglich.

## Schriften
- Der Luftangriff auf Freiburg am 10. Mai 1940, in: Vierteljahrshefte für Zeitgeschichte 4, 1956, S. 115–144
- Das Attentat auf Hitler im Münchner Bürgerbräukeller 1939, in: Vierteljahrshefte für Zeitgeschichte 17, 1969, S. 383–413, wieder in: Anton Hoch/Lothar Gruchmann: Georg Elser. Der Attentäter aus dem Volke. Der Anschlag auf Hitler im Münchner Bürgerbräu 1939, Frankfurt am Main: Fischer-Taschenbuch-Verlag, 1980
- Das Archiv des Instituts für Zeitgeschichte, in: Der Archivar 26 (1973), Sp. 295–308